# Affaire de la MNEF
L'affaire de la MNEF est une affaire d'enrichissement personnel et d'emplois fictifs qui touche la Mutuelle nationale des étudiants de France dans les années 1990, impliquant notamment des personnalités liées au Parti socialiste (PS), et plusieurs issues du courant trotskiste lambertiste, considéré comme ayant « pris le contrôle » de la MNEF à la fin des années 1970,.

## Dérives de la MNEF
En 1998, quand éclate ce que les médias appelleront « l'affaire de la MNEF », les dérives de gestion de la MNEF existent depuis plus de 16 ans. C'est Libération qui, dans une enquête parue le 7 avril 1998, met au jour les principales dérives de la mutuelle étudiante. 
Dès 1982, un rapport de la Cour des comptes critique la gestion pratiquée par les salariés de la MNEF. Olivier Spithakis, trésorier, semble être le plus menacé au sein de la mutuelle. En 1983, le contrôle de la Cour des comptes évoque déjà les indemnités versées aux administrateurs. Dans sa note sur la MUL (une filiale de la MNEF), la commission constate : « Ces éléments jettent un doute sérieux sur l'utilisation des cotisations versées par les adhérents ». En février 1983, Olivier Spithakis est pourtant proposé et imposé[réf. nécessaire] comme le nouveau directeur général de la MNEF par Jean-Michel Grosz, issu lui aussi de l'UNEF-ID, alors président de la MNEF. Le train de vie dispendieux des dirigeants est à nouveau dénoncé lors d'une expertise des comptes de la Misec (Mutuelle interprofessionnelle du Sud-Est et de la Corse), sans suivi[réf. nécessaire]. Durant presque 20 ans, la direction de la MNEF bénéficie du soutien actif des différents gouvernements qui se succèdent.
Pendant toutes ces années, les dérives de gestion de la MNEF sont innombrables : elles concernent les salaires (100 000 francs par mois) et émoluments d'Olivier Spithakis et d'autres dirigeants, l'embauche prioritaire des militants de l'UNEF-ID, liés d'une manière générale au mouvement trotskiste, puis intégrés dans le parti socialiste comme Jean-Christophe Cambadélis ou Marc Rozenblat, président de l'UNEF-ID. Le journal Le Point parlera du « binôme MNEF-Unef-ID : un vivier de jeunes loups socialistes ». Ces dérives comprennent également des « gestes » de complaisance tels 300 000 francs versés à SOS Racisme par « le courtier d'assurances maison, l'Iram ».
La direction crée un ensemble de filiales afin d'« opacifier » sa gestion. Ces structures satellites servent des intérêts politiques et permettent de salarier des personnalités en devenir telles que Delphine Batho, Jean-Marie Le Guen, Manuel Valls , Laurence Rossignol ,,,,, ou Fodé Sylla, l'ex-président de SOS Racisme. Elles permettent de créer des systèmes de fausses factures (par exemple pour la filiale EFIC, spécialisée dans l'imprimerie), des montages financiers sophistiqués (l'un d'entre eux permettant à Marc Rozenblat, grâce à la vente de sa société Iram, d'encaisser 17 millions de francs de plus-value) ou des opérations immobilières suspectes. Ainsi, en 1998, autour de la MNEF gravite un « entrelacs complexe et obscur d'une cinquantaine de sociétés commerciales réalisant un chiffre d'affaires d'environ 2,5 milliards de francs ».

## Déroulement et retentissement médiatique
Les dérives constatées par la Cour des comptes conduisent le parquet à ouvrir, en septembre 1998, une première information judiciaire contre X pour « faux, usage de faux, abus de confiance, recel » et « prise et conservation illégale d'intérêts » sur les relations de la MNEF avec trois sociétés de communication. Une enquête préliminaire est également confiée à la brigade financière sur le fonctionnement global de la MNEF et de ses filiales. Les enquêtes concluront sur un système de fausses factures mis en place par l'intermédiaire notamment de la société Efic, et d'autres filiales de la MNEF, et sur des inculpations pour enrichissement personnel et emplois fictifs.
Diverses personnalités ont été mises en cause dans l'affaire, notamment l'ancien directeur de la MNEF Olivier Spithakis, son ancien président Jean-Michel Grosz, l'ancienne conseillère de Lionel Jospin Marie-France Lavarini, et le député Jean-Christophe Cambadélis. 
Le député socialiste Jean-Marie Le Guen est également mis en examen pour un présumé emploi fictif. Il avait fait partie avec Jean-Christophe Cambadélis de « la jeune garde qui s'empara de la MNEF » au début des années 1980. Il est administrateur puis salarié de la Mutuelle étudiante pendant près de quinze ans (de 1982 à 1997), devenant officiellement, de 1993 à 1997, conseiller médical de la direction. Les juges lui reprochent près de 1,5 million de francs (200 000 €) qui auraient été indûment perçus. En outre, une autre mutuelle créée par la MNEF, au terme d'une convention datée du 1er juin 1993, lui avait versé 330 000 francs de 1994 à 1996. Les juges estimant alors qu'il n'y a pas eu de contrepartie,, il bénéficie d'un non-lieu en fin d'instruction pour insuffisance de charges.
L'affaire met en cause également Dominique Strauss-Kahn qui, avocat d'affaires, avait été rémunéré 600 000 francs TTC par la MNEF, au printemps 1997, alors que se négociait l'entrée de la Compagnie générale des eaux (CGE) au sein d'une holding de la mutuelle, Raspail participations. Alors ministre de l'économie et des finances dans le Gouvernement Lionel Jospin, il est contraint de démissionner de son poste le 2 novembre 1999. Il est accusé d'avoir produit de faux documents, d'avoir « fabriqué » et utilisé des justificatifs antidatés. La police judiciaire établit alors que la feuille de papier sur laquelle est imprimée la facture de Strauss-Kahn provient d'une trame qui a été fabriquée après la date indiquée sur la facture. Ce qui le trahit aux yeux des enquêteurs, c'est qu'il est censé avoir reçu une lettre de mission de la part de la direction générale de la MNEF en date du 13 décembre 1994. Or les numéros de téléphone affichés dans l'en-tête de cette lettre ne sont entrés en fonction qu'après 1994. Il reconnaît alors devant une chambre correctionnelle du TGI de Paris avoir commis une « erreur » de date dans les documents qu'il a fournis à la justice, tout en niant toute volonté de mentir. Il est finalement relaxé des délits de « faux et usage de faux ». Son image en ressort néanmoins écornée et il ne retrouve pas de poste au gouvernement après sa relaxe. Il retrouvera son mandat de député du Val-d'Oise et sa place dans les instances du PS en 2002.
Le nom du député socialiste Julien Dray est également évoqué par les médias. Celui-ci était mis en cause par l'avocat Claude Duval, ainsi qu'Harlem Désir dans le cadre du financement de SOS Racisme. Circonstance aggravante, Olivier Spithakis avait prêté au député de la dixième circonscription de l'Essonne 150 000 francs en 1997. Le prêt fut remboursé par avocats interposés, fin 1998 et début 1999. Aucune charge ne fut retenue contre Julien Dray.
Par ailleurs, la journaliste Sophie Coignard voit dans le scandale de la MNEF une affaire concernant la franc-maçonnerie. Jean-Marie Le Guen a été radié de la loge République en 1996 à la suite de sa mise en examen.

## Condamnations
En mars 2004, dans le volet financier de l'affaire, Olivier Spithakis a été condamné à deux ans de prison dont six mois avec sursis pour « complicité d'abus de biens sociaux, détournements de fonds publics et abus de confiance ». 
En 2006, au bout de huit ans de procédure, des peines de prison avec sursis — la plupart étant couvertes par la loi d'amnistie votée après la présidentielle de 1995 — et des amendes ont finalement été prononcées à l'encontre de dix-sept prévenus, dans le procès des emplois présumés fictifs de la MNEF. Jean-Christophe Cambadélis a été condamné à six mois d'emprisonnement avec sursis et 20 000 euros d'amende, pour une supposée mission de conseil sur les étudiants étrangers, entre 1991 et 1993. Marie-France Lavarini a reconnu n'avoir jamais effectué de véritable mission pour la MNEF et a remboursé l'argent perçu. Jean-Michel Grosz a été condamné à deux ans avec sursis et 150 000 euros d'amende, et Olivier Spithakis à deux ans avec sursis et 50 000 euros.